# Volkrading
Volkrading ist ein Ortsteil der Gemeinde Palling in Oberbayern. Nachbarorte sind: Höhenstetten, Barmbichl sowie Thalham.
Der Kunstmaler  Karl Wolf  verbrachte das Kriegsende und die Nachkriegszeit mit seiner Familie in Volkrading. Einige seiner Aquarelle aus dieser Zeit zeigen den Weiler und seine Umgebung.